# Ентоні Гірі
Ентоні Ґірі (англ. Anthony Geary; нар. 1947) — американський актор.
Найбільш відомий завдяки своїй ролі Люка Спенсера в денний мильній опері «Головний госпіталь», в якій знімається з 1978 року. Його анти-герой вважається найпопулярнішим чоловічим персонажем в історії денних «мильних опер», а сюжетна лінія з героїнею Джені Френсіс стала найуспішнішою в історії жанру. За свою роль Гірі виграв вісім рекордних Денних премій «Еммі» за найкращу чоловічу роль і номінувався на «Еммі» більше п'ятнадцяти разів.
Гірі покинув «Головний госпіталь» в 1983 році, після виграшу першої «Еммі», і аж до початку дев'яностих знімався в прайм-тайм телебаченні і в кіно, таких фільмах як «Передай патрони», «Санітари-хулігани» і «Ультрависока частота» і серіалах "Готель"і "Вона написала вбивство ". Також він з'явився в декількох десятках театральних постановок між роботою на телебаченні. У 1991 році він повернувся в «Головний госпіталь», спочатку в ролі злого двоюрідного брата свого героя, а починаючи з 1993 року знову почав грати Люка Спенсера.

## Мильні опери
- 1971—1972 — / Bright Promise
- 1972 — Молоді та зухвалі / The Young and the Restless
- 1998 — / Port Charles
- 1978—1983, 1984, 1991—1993, 1993 — досі — Головний госпіталь / General Hospital